# Еголсхајм
Еголсхајм (њем. Eggolsheim) град је у њемачкој савезној држави Баварска. Једно је од 29 општинских средишта округа Форххајм. Према процјени из 2010. у граду је живјело 6.444 становника. Посједује регионалну шифру (AGS) 9474123.

## Географски и демографски подаци
Еголсхајм се налази у савезној држави Баварска у округу Форххајм. Град се налази на надморској висини од 255 метара. Површина општине износи 48,9 km². У самом граду је, према процјени из 2010. године, живјело 6.444 становника. Просјечна густина становништва износи 132 становника/km².

## Међународна сарадња
| Мјесто      | Држава   | Врста сарадње | Од    |
| ----------- | -------- | ------------- | ----- |
| Јасентласло | Мађарска | партнерство   | 2001. |
| Каведине    | Италија  | партнерство   | 1979. |
| Извор       |          |               |       |